# ケヴィン・ギルバート (ミュージシャン)
ケヴィン・ギルバート（英語: Kevin Gilbert, 1966年11月20日 - 1996年5月18日）は、アメリカ合衆国のソングライター、ミュージシャン、作曲家、音楽プロデューサー、そしてコラボレーターである。

## 略歴

### 初期の人生
カリフォルニア州サクラメントで生まれ、後にニュージャージー州スコッチプレーンズ、そしてカリフォルニア州サンマテオに暮らし、アボット中学校とジュニペロ・セラ高校に通った。

### 1980年代：音楽活動初期
ケヴィン・ギルバートは、作曲家、歌手、そしてキーボード、ギター、ベース、チェロ、ドラムを演奏する熟達した楽器奏者であった。彼の才能は音楽プロデュースにも及んだ。彼は、1988年のヤマハ・サウンドチェック・インターナショナル・ロック・ミュージック・コンペティションでプログレッシブ・ロック・グループの「Giraffe」として優勝する前に、エディ・マネーとのツアーを行った。音楽プロデューサーのパトリック・レナードは、コンペティションでのギルバートのパフォーマンスに感銘を受け、後にトーイ・マチネーとなる新バンドの結成に参加するよう招待した。この間、ギルバートはマドンナ、マイケル・ジャクソン、キース・エマーソンなど、確固たる地位を持つ数人のポップ・ミュージシャンのプロジェクトに取り組み、エマーソンのアルバム『チェンジング・ステイツ』では音楽プロデューサーを務めた。

### 1990年：トーイ・マチネー
唯一のアルバム『トーイ・マチネー』は1990年にリリースされたが、事実上レコード会社によって棚上げされてしまったため、ギルバートはそれを宣伝するための新しいバック・バンドを編成し、最終的に2枚のシングル「The Ballad of Jenny Ledge」と「Last Plane Out」をリリースした。

### アルバム『チューズデイ・ナイト・ミュージック・クラブ』
その後、ギルバートはカリフォルニア州パサデナにある音楽プロデューサー、ビル・ボットレルのスタジオで出会った作曲家集団「チューズデイ・ミュージック・クラブ」の一員となった。ギルバートは当時ガールフレンドだったシェリル・クロウをボットレルと彼の仲間のクラブ・ミュージシャンたちに紹介し、セッションはクロウの持ち込んだ新しいマテリアルのワークショップを許可し、画期的なデビュー・アルバム『チューズデイ・ナイト・ミュージック・クラブ』のレコーディングへとつながった。ギルバートは、1995年のグラミー賞で年間最優秀レコード賞を獲得した「オール・アイ・ワナ・ドゥ」など、アルバムの多くの曲を共同で執筆した。クロウはその後、集団のほとんどのミュージシャンたちと激しく仲違いして分裂してしまい、プロデューサーのボットレルとドラマーのブライアン・マクロードだけが彼女の次のアルバムに関わった。一方、グループの残りのメンバーたちは、シンガーソングライターのスザンナ・ホフスやリンダ・ペリーと、さらに2枚のアルバムで共同作業を行った。

### 1995年：アルバム『Thud』とGiraffe再編
ギルバートはテレビや映画のサウンドトラック、スタジオ・セッション、音楽プロデュースで働き続け、最終的にファースト・ソロ・アルバム『Thud』（1995年）をリリースするとともに、「Proffest'94」にてジェネシスの2枚組アルバム『眩惑のブロードウェイ』をカバーして演奏するためにGiraffeを一時的に再結成した。ギルバートのマネージャーは、その時の録音のコピーを、フィル・コリンズの後任となる新しいフロントマンを探していたトニー・バンクスとマイク・ラザフォードに送った。ギルバートのマネージャーを務めていたThe Rubinoosのジョン・ルービンが、オーディションを手配するようにジェネシスの経営陣から連絡を受けたのは、皮肉にもギルバートの死後まもなくしてからのことだった。

### 死去
1996年5月18日、ギルバートはロサンゼルスのアパートで死亡していた。その死は明らかに偶発的な窒息プレイによる結果であった。29歳だった。

### 1999年 - 2014年：死後のアルバム
ギルバートの音楽のいくつかを収めたアルバムが死後にリリースされており、まず1999年に、ライブ・アルバム『Kevin Gilbert＆Thud – Live at the Troubadour』（主にアルバム『Thud』からの曲で構成）と、彼が取り組んできたGiraffeの楽曲をまとめたコンピレーション・アルバムがリリースされた。
ギルバートのセカンド・ソロ・アルバムとなる『The Shaming of the True』（2000年）も死後にリリースされた。残されていたアルバムは大部分が不完全なものだったが、ギルバートの遺産管理人がニック・ディヴァージリオ（『Thud』や、Giraffeの「Proffest'94」ライブの参加メンバーで、スポックス・ビアードのドラマー、そしてギルバートの親友）と、音楽プロデューサーでエンジニアのジョン・クニベルティに、現存するテープとギルバートが残したアルバムの計画ノートを託して完成することとなった。これに続いて、ギルバートのグループである「Kaviar」によって演奏された「インダストリアル」アルバムが2002年にリリースされた。10年後の2012年6月に、ニック・ディヴァージリオはカリフォルニア州ホイッティアーにおける「CalProg」にてヘッドライナーとして、アルバム『The Shaming of the True』全曲をライブで演奏した。
2009年10月に3つの新作がリリースされた。『Nuts』と『Bolts』（どちらも未発表曲と未発表ミックスのコンピレーション・アルバムで、2枚の別のCDアルバムとしてリリース）、そして『Welcome to Joytown – Thud：Live at The Troubadour』という1999年にオリジナルがリリースされた作品の拡張版となるDVD&CDである。ギルバートによるアルバム『トーイ・マチネー』のプロモーション・グループによるライブ・パフォーマンスが2010年3月に公開され、2011年後半には、マーク・ホーンズビーによるオーケストレーションとエンジニアリングを追加した『The Shaming of the True』の豪華な拡張版がリリースされた。2012年には、2枚のGiraffeのアルバムと、1984年のアルバム『No Reasons Gived』が再発され、オリジナルのアナログ・テープからの完全なリマスタリングが行われた。2014年後半には、アルバム『Thud』も同様の拡張版がリリースされた。

## ディスコグラフィ

### ソロ・アルバム
- No Reasons Given (1984年) ※with Jason Hubbard
- Thud (1995年)
- Live at the Troubadour (1999年) ※with Thud
- The Shaming of the True (2000年)
- Nuts (2009年)
- Bolts (2009年)

### Giraffe
- The Power of Suggestion (1987年)
- The View From Here (1988年)
- Giraffe (1999年) ※コンピレーション

### その他のアルバム
- トーイ・マチネー : 『トーイ・マチネー』 - Toy Matinee (1990年)
- マーク・ボニーラ : 『EE・チケット』 - EE Ticket (1991年)
- シェリル・クロウ : 『チューズデイ・ナイト・ミュージック・クラブ』 - Tuesday Night Music Club (1993年)
- マーク・ボニーラ : 『アメリカン・マタドール』 - American Matador (1993年)
- Various Artists : 『サパーズ・レディ - ジェネシス・トリビュート』 - Supper's Ready – A Tribute To Genesis (1995年)
- Various Artists : 『テイルズ・フロム・イエスタデイ』 - Tales From Yesterday – A Tribute To Yes (1995年)
- Various Artists : Giant Tracks – A Tribute To Gentle Giant (1997年)
- Kaviar : The Kaviar Sessions (2002年)
- トーイ・マチネー : Kevin Gilbert Performs Toy Matinee Live (2010年)